# Amplifier Worship
Pour les articles homonymes, voir Amplifier.
 (janvier 2017).
Si vous disposez d'ouvrages ou d'articles de référence ou si vous connaissez des sites web de qualité traitant du thème abordé ici, merci de compléter l'article en donnant les références utiles à sa vérifiabilité et en les liant à la section « Notes et références ».
Albums de Boris
Absolutego
(1996) Flood
(2000)
Amplifier Worship est le deuxième album studio du groupe japonais Boris, sorti en novembre 1998.

## Développement
L'album est le premier du groupe dans lequel toutes les chansons ont des paroles, l'autre étant Smile. C'est aussi la première fois que Takeshi s'occupe du chant pour le groupe, bien qu'Atsuo l'aie fait dans Huge. Le style musical de l'album est similaire à celui l'album précédent, Absolutego.

## Liste des titres
Certains des titres de morceaux ont été, à l'origine, sortis en japonais (2, 3 et 4)
| 1.    | Huge               | 9:14  |
| 2.    | Ganbou-Ki (願望魕) | 15:44 |
| 3.    | Hama (蟾蜍)        | 7:30  |
| 4.    | Kurumizu (狂水)    | 14:27 |
| 5.    | Vomitself          | 16:57 |
| 63:52 |                    |       |

## Crédits

### Composition du groupe
- Takeshi Ohtani — chant, guitare basse, guitare rythmique
- Atsuo Mizuno — batterie, batterie électronique, chant, cymbale
- Wata — chant, guitare solo, claviers, effets

### Production
- Boris — production
- Osamu Seino — ingénierie son (titres 1–4)
- Eiji Hashizume — ingénierie son (titre 5)
- Fangs Anal Satan — illustration

## Historique des éditions
| Année | Label                 | Format | Pays       | État       | Notes |
| ----- | --------------------- | ------ | ---------- | ---------- | --- |
| 1998  | Mangrove              | CD     | Japon      | Disponible | - |
| 2003  | Southern Lord Records | CD     | États-Unis | Épuisé     | Boitier vert avec une grenouille en gélatine. Couverture différente de l'édition japonaise. Au moment de la sortie de l'album, des rumeurs ont couru que la grenouille avait des propriétés hallucinogènes semblables à celles du LSD quand on la mangeait. Ces rumeurs ont été démenties par Southern Lord, le groupe et les personnes qui l'ont réellement mangé. Interruption de 2 secondes entre des morceaux qui rappellent un CD-R. |
| 2003  | Southern Lord Records | CD     | États-Unis | Épuisé     | Même pochette que l'édition américaine limitée. |
| 2010  | Southern Lord Records | Vinyle | États-Unis | Épuisé     | 2 000 vinyle noir, 1 000 vinyle vert. Même pochette que l'édition américaine limitée. |